# Dansk Folkeforening
Dansk Folkeforening stiftedes i København 1865 efter en 25. januar samme år udstedt indbydelse af 65 mænd, hvoriblandt C.C. Hall, Carl Steen Andersen Bille, C.S. Klein, J.N. Madvig, Orla Lehmann og A.F. Krieger. Dens farve var, som også disse navne viser, afgjort nationalliberal, og den fremtrådte som efterfølger af Martsforeningen, der havde været samlingspunkt for det samme parti.
Som foreningens formål betegnedes det "at styrke og udvikle den nationale Aand og Bevidsthed, saa at den kommer til at gennemtrænge vort Samfund og Statsliv, at bevare den i fælles Nationalitet begrundede Forbindelse med de danske Slesvigere og at værne om den folkelige Friheds grundlovsmæssige Bevarelse og Udvikling". Disse formål skulle fremmes ved foredrag, møder og udgivelse af småskrifter. Foreningen trådte straks fra sin stiftelse i afgjort modsætningsforhold til Augustforeningen på den ene og Bondevennepartiet på den anden side. Den opnåede med Orla Lehmann som formand en ikke ringe tilslutning, og der dannedes forskellige filialer af den rundt i landet. Efter Lehmanns død 1870 ophørte den at eksistere.